# Félix Baumaine
Félix Gratien Baumaine est un auteur dramatique, compositeur et chansonnier français, né le 4 décembre 1828 à Reims et mort le 3 janvier 1881 à Courbevoie,.

## Biographie
Fils de Joseph Baumaine, directeur des spectacles de la ville de Reims, Félix Baumaine est connu pour sa collaboration avec Charles Blondelet avec qui il a composé de nombreuses chansons jouées notamment dans les cafés-concerts. Il est ainsi lui-même l'auteur de 1300 chansons. Durant les dernières années de son existence, Félix Baumaine a été administrateur du café-concert des Ambassadeurs. Il est le père de l'actrice Juliette Baumaine.

## Œuvres
- Le beau Paris, avec la collaboration de Charles Blondelet, saynete-bouffe mis en musique par Léon Roques; Egrot; 1868
- L'assommoir procédé d'une conférence sur l'Assommoir, ambiguë parodie en 1 acte avec la collaboration de Charles Blondelet; Le Bailly; 1879